# Equitazione ai XIII Giochi del Mediterraneo
Le competizioni di equitazione ai XIII Giochi del Mediterraneo si sono svolte organizzate in due gare per un totale di sei medaglie da assegnare.
Per questo sport sono state organizzate le seguenti prove:
- Individuale salto ad ostacoli
- A squadre salto ad ostacoli

## Risultati
| Evento         | Oro                                                                        | Argento                                                                     | Bronzo                                                                  |
| Salto ostacoli |                                                                            |                                                                             |                                                                         |
| Individuale    | Michel Robert                                                              | Natale Chiaudani                                                            | Olivier Jouanneteau                                                     |
| A squadre      | Francia Edouard Couperie Olivier Jouanneteau Michel Robert Philippe Rozier | Italia Roberto Arioldi Arnaldo Bologni Emanuele Castellini Natale Chiaudani | Spagna Fernandez Douran Fernando Fourcade Benito Iniguez Leonardo Medal |

## Medagliere
| Posizione | Paese   |   |   |   | Totale |
| --------- | ------- | - | - | - | ------ |
| 1         | Francia | 2 | 0 | 1 | 3      |
| 2         | Italia  | 0 | 2 | 0 | 2      |
| 3         | Spagna  | 0 | 0 | 1 | 1      |
| Totale    | Totale  | 2 | 2 | 2 | 6      |